# Musée Calasancio
Le musée Calasancio ou musée des Pères Escolapios est un musée de Madrid consacré à l’art sacré. Il dépend de l'Ordre des frères des écoles pies et est attenant à l'église Saint-Antoine de cet ordre.
Il conserve notamment des objets d’arts ou de vénération en relation avec San José de Calasanz – vertèbre, calice, suaire – ainsi que diverses œuvres d’art de Ribera, el Greco et de Goya : La Dernière communion de Saint Joseph de Calasanz et le Christ au jardin des oliviers.